# Jacques Paul Taudière
Jacques Paul Taudière est un homme politique français né le 30 novembre 1834 à Parthenay (Deux-Sèvres) et décédé le 15 mai 1915 à Parthenay.
Fils d'un banquier, il est docteur en droit et avocat à Parthenay. Conseiller général du canton de Parthenay en 1871, il est député des Deux-Sèvres de 1889 à 1893, siégeant à droite. Il est le père d'Henry Taudière.

## Sources
- « Jacques Paul Taudière », dans le Dictionnaire des parlementaires français (1889-1940), sous la direction de Jean Jolly, PUF, 1960 [détail de l’édition]